# 布里斯托 (堪薩斯州)
布里斯托（英語：Bristow）是位於美國堪薩斯州奧斯伯恩縣的一個鬼鎮。

## 歷史
布里斯托的郵政局於1872年設立，直到1901年結束營運。該郵政局原名為「埃姆利」（Emley），於1876年更名為布里斯托。現時布里斯托沒有任何遺址存在。

## 地理
布里斯托所處的海拔為高於海平面523米（即1716英呎），而該地所採用的時區為UTC-6，即北美中部時區（CST）。同時該地設有夏令時間，為UTC-6調快一小時，即UTC-5（CDT）。